# Ložnice (gmina Rogoznica)
Ložnice – wieś w Chorwacji, w żupanii szybenicko-knińskiej, w gminie Rogoznica. W 2011 roku liczyła 22 mieszkańców.